# Janet Jackson (album)
Janet Jackson – debiutancki album studyjny Janet Jackson wydany w 1982 za pośrednictwem A&M Records

## Spis utworów[3]
1. "Say You Do" (René Moore, Angela Winbush) – 5:20
2. "You'll Never Find (A Love Like Mine)" (Moore, Winbush) – 4:11
3. "Young Love" (Moore, Winbush) – 4:58
4. "Love and My Best Friend" (Moore, Winbush) – 4:48
5. "Don't Mess Up This Good Thing" (Dana Meyers, Wardell Potts, Jr., Barry Sarna) – 3:55
6. "Forever Yours" (Attala Zane Giles, Phillip Ingram) – 4:57
7. "The Magic Is Working" (Gene Dozier, Dorie Pride) – 4:08
8. "Come Give Your Love to Me" (Glen Barbee, Charmaine Elaine Sylvers) – 5:03

## Miejsca na listach przebojów
| Lista (1982)                  | Pozycja |
| ----------------------------- | ------- |
| U.S. Billboard 200            | 63      |
| U.S. Billboard Top R&B Albums | 6       |
| South African Albums Chart    | 98      |

## Skład[5]
- Janet Jackson - śpiew, wokal wspierający
- René Moore - producent, autor tekstów, aranżer, keyboard, wokal wspierający
- Angela Winbush - producent, autor tekstów, aranżer, keyboard, wokal wspierający
- Glen Barbee - autor tekstów
- Vincent Brantley - klaskanie
- David Crawford -aranżer
- Paulinho Da Costa - instrumenty perkusyjne
- Gene Dozier - róg, keyboard, autor tekstów
- Andre Fischer - perkusja
- Eddie Fluellen - instrumenty strunowe
- Joey Gallo -syntezator, keyboard
- Attala Zane Giles - autor tekstów, wokal wspierający
- Marlo Henderson - gitara
- Howard Hewett - wokal wspierający
- Jerry Hey - róg, aranżer
- Phillip Ingram - autor tekstów, wokal wspierający
- James Jamerson Jr. - gitara basowa
- Fred Jenkins - gitara
- Jerry Knight - wokal wspierający
- Jeff Lorber - syntezator
- Tony Maiden - gitara
- Derrick McDowell - klaskanie
- Michael McGloiry - gitara
- Dana Meyers - wokal wspierający, autor tekstów
- Greg Moore - gitara
- Michael Norfleet - syntezator
- Earnest "Pepper" Reed - gitara
- Wardell Potts Jr. - perkusja, autor tekstów
- Dorie Pride - autor tekstów
- Monica Joy Rhodes - klaskanie
- John Robinson - perkusja
- Barry Sarna - autor tekstów, syntezator
- Ricky Smith - gitara basowa, instrumenty strunowe
- Otis Stokes - wokal wspierający
- Charmaine Sylvers - autor tekstów
- Edmund Sylvers - instrumenty perkusyjne
- Foster Sylvers - producent, aranżer, perkusja, gitara basowa, wokal wspierający
- Leon F. Sylvers III - aranżer, gitara basowa
- Patricia Sylvers - wokal wspierający, syntezator
- Ian Underwood - syntezator

## Single z albumu
1. "Young Love" (1982)
2. "Come Give Your Love to Me" (1983)
3. "Say You Do" (1983)
4. "Love And My Best Friend" (1983)
5. "Don't Mess Up This Good Thing" (1983)